# EXPO ARENA FINAL
『EXPO ARENA FINAL』（エキスポ・アリーナ・ファイナル）は、日本の音楽ユニット、TMNのライブビデオ。1994年5月26日に限定ボックス・セット『GROOVE GEAR 1984-1994』に同梱される形でVHSにて発売。発売元はEpic/Sony Records。2005年3月9日にはDVDにて単体で再発売されている。

## メンバー
- 小室哲哉：キーボード・コーラス
- 宇都宮隆：ボーカル・ギター
- 木根尚登：ギター・ボーカル・ピアノ・コーラス

### サポートメンバー
- 葛城哲哉：ギター・コーラス
- 阿部薫：ドラムス
- 浅倉大介：キーボード

## 解説
1992年4月11日・4月12日の2日間に横浜アリーナで行われた、コンサートツアー『TOUR TMN EXPO FINAL CRAZY 4 YOU』の模様を収録。当初は単体としては存在せず、次の様な形でリリース（もしくは公開）された。
- WOWOWで放送された（下記のVHSやDVDに収録されていない、ハードロックの楽曲のカバーも放送されている）
- 限定ボックス・セット『GROOVE GEAR 1984-1994』（1994年）にVHS版同梱。

2005年3月9日にDVDで単体として初めてリリースされた。
本作に収録されている「Don't Let Me Cry」は「DON'T LET ME CRY '91」バージョンとして演奏されており、ライブ・アルバム『TMN COLOSSEUM II』（1992年）に収録されている。また「Get Wild」は『ALL the "Get Wild" ALBUM』（2004年）に収録されている。

## 収録曲
1. CRAZY FOR YOU I
  - 作詞：坂元裕二　作曲・編曲：小室哲哉
2. JUST LIKE PARADISE
  - 作詞・作曲・編曲：小室哲哉
3. DON'T LET ME CRY
  - 作詞：神沢礼江　作曲・編曲：小室哲哉
4. RHYTHM RED BEAT BLACK
  - 作詞：坂元裕二　作曲・編曲：小室哲哉
5. JEAN WAS LONELY
  - 作詞：坂元裕二　作曲・編曲：小室哲哉
6. PIANO SOLO
  - 作曲・編曲：小室哲哉
7. 月はピアノに誘われて
  - 作詞：坂元裕二　作曲：木根尚登　編曲：久保こーじ
8. HUMAN SYSTEM
  - 作詞：小室みつ子　作曲・編曲：小室哲哉
9. さよならの準備
  - 作詞：三浦徳子　作曲・編曲：小室哲哉
10. GIRLFRIEND
  - 作詞：小室みつ子　作曲：木根尚登　編曲：小室哲哉
11. CRAZY FOR YOU II
  - 作曲・編曲：小室哲哉
12. SELF CONTROL
  - 作詞：小室みつ子　作曲・編曲：小室哲哉
13. THE POINT OF LOVERS' NIGHT
  - 作詞・作曲・編曲：小室哲哉
14. LOVE TRAIN
  - 作詞・作曲・編曲：小室哲哉
15. GET WILD
  - 作詞：小室みつ子　作曲・編曲：小室哲哉
16. WILD HEAVEN
  - 作詞：小室みつ子　作曲・編曲：小室哲哉
17. CRAZY FOR YOU III
  - 作曲・編曲：小室哲哉
18. ELECTRIC PROPHET
  - 作詞：小室哲哉　作曲：小室哲哉・木根尚登　編曲：小室哲哉